# Autographa aemula
Autographa aemula là một loài bướm đêm trong họ Noctuidae.